# Al Liamm
 (septembre 2021).
Al Liamm (en breton Le Lien) est une revue littéraire et culturelle bimestrielle en langue bretonne.

## Histoire d'une revue littéraire
La revue littéraire Al Liamm (« le lien » en français) a édité son premier numéro en 1946. Bimestrielle, elle a fêté son no 400 au salon du livre de Carhaix fin octobre 2013. Elle propose dans chaque livraison des nouvelles, de la poésie et des chroniques littéraires, le tout entièrement en breton. En 2013, elle tire à 700 exemplaires et déclare 600 abonnés.
La première mouture en a été créée à Paris par Pêr ar Bihan et Andrev Latimier. Elle a d'abord fusionné avec deux autres revues, Kened, puis Tír na nÓg en 1948. Ronan Huon, directeur de cette dernière, prit les rênes de l'ensemble. Il en restera à la tête jusqu'à son décès en 2003. Actuellement[Quand ?], la revue est dirigée par son fils Tudual Huon.
Maodez Glanndour, Roparz Hemon, Ronan Huon, Per Denez, Youenn Gwernig, Reun Ar C'halan, Fañch Kerrain, Yann Gerven, et des centaines d'autres, y ont publié des poèmes, des nouvelles, des études…
Depuis sa création, la revue a toujours paru sans interruption.
La revue se veut apolitique, mais ouverte à toutes les sensibilités, comme l'était Gwalarn dont elle est l'héritière, et comme Gwalarn publie des textes à dominante littéraire, ainsi que des traductions de haut niveau. Depuis sa création elle est rédigée en orthographe unifiée.
Al Liamm est au sein des revues en langue bretonne celle qui a le plus fort tirage.[réf. nécessaire]

## Quelques rédacteurs
- Abeozen,
- Ernest ar Barzhig, Vefa de Bellaing, Alan Botrel,
- Reun Ar C'halan,
- Per Denez, Youenn Drezen, Anjela Duval,
- Arzel Even, Erwan Evenou, Guy Etienne,
- Francis Favereau,
- Yann Gerven, Maodez Glanndour, Yeun ar Gow,
- Roparz Hemon, Alan Heusaff, Ronan Huon, Tudual Huon,
- Théophile Jeusset,
- Tugdual Kalvez, Herri Kaouissin,
- Fañch Kerrain, Mark Kerrain, Yann Kerlann, Frañsez Kervella, Goulc'han Kervella, Riwanon Kervella, Jakez Konan,
- Xavier de Langlais, Alan Louarn,
- Ivona Martin, Martial Ménard, Gwennole ar Menn, Mikael Madeg
- Youenn Olier, Filip Oillo
- Goulven Pennaod, Yann-Ber Piriou, Jarl Priel,
- Fant Rozeg,
- Herve Seubil gKernaudour,
- Bernez Tangi, Lan Tangi

## Les éditions Al Liamm
Les éditions Al Liamm, reprises en 1999 par An Here, sont à nouveau réunies à la revue.
Elles ont publié romans et dictionnaires, ainsi:
- Emgann Kergidu, de Lan Inisan
- E skeud tour bras Sant Jermen, de Yeun ar Gow
- An Teirgwern Pembroke de Jarl Priel
- Pirchirin Kala-Goañv d'Abeozen
- Plac'hed o lêr rous, de Yann Gerven

ainsi que le théâtre de Tangi Malmanche et de Roparz Hemon.